# Aleksander Orłowski

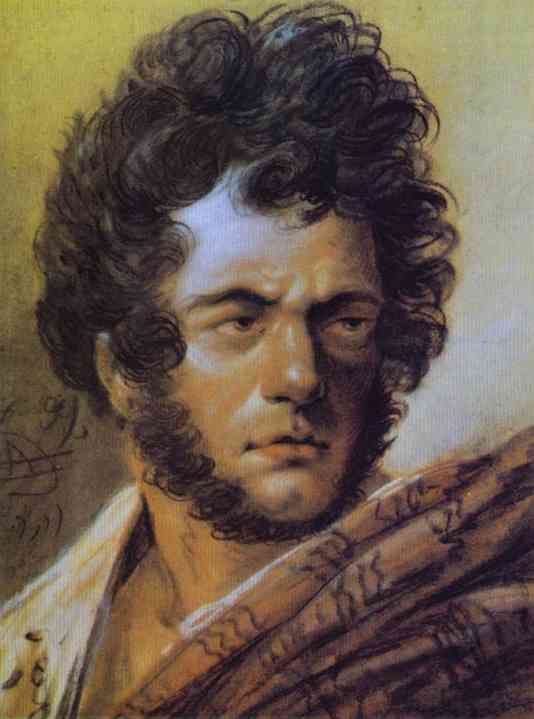
Autorretrato.

Aleksander Orłowski (Varsovia, 1777–1832) fue un pintor romántico polaco, pionero de la litografía en el Imperio ruso.
Hijo de un humilde tabernero, fue un niño prodigio. En 1793 Orłowski se unió al Ejército Polaco y luchó en el alzamiento Kościuszko contra la Rusia imperial y Prusia, pero fue herido y regresó a Varsovia para seguir sus estudios, financiados por el príncipe Józef Poniatowski. Estudió con muchos artistas destacados de la época, entre ellos Norblin, Bacciarelli y Lesserowicz. En 1802, después de las particiones de Polonia, se trasladó a Rusia, donde se convirtió en uno de los pioneros de la litografía.
Entre sus obras hay numerosos esbozos de la vida cotidiana en Polonia y Rusia, así como escenas del alzamiento Kościuszko y otras guerras polacas. 
- Wikimedia Commons alberga una galería multimedia sobre Aleksander Orłowski.